# Útok Pražanů na Malou Stranu
Útok husitů na Malou Stranu byl dílčím válečným střetem v rané fázi husitských válek mezi oddíly pražských husitů a královskou posádkou města věrnou císaři a novému českému králi Zikmundovi ve dnech 4. a 5. listopadu 1419. Husitští ozbrojenci pod vedením Mikuláše z Husi provedli útok na Malou Stranu, tedy městskou část pod Pražským hradem, kterou se jim podařilo obsadit, následně pak zpustošit a vypálit. Dobytí Pražského hradu nicméně skončilo neúspěchem. 

## Předehra

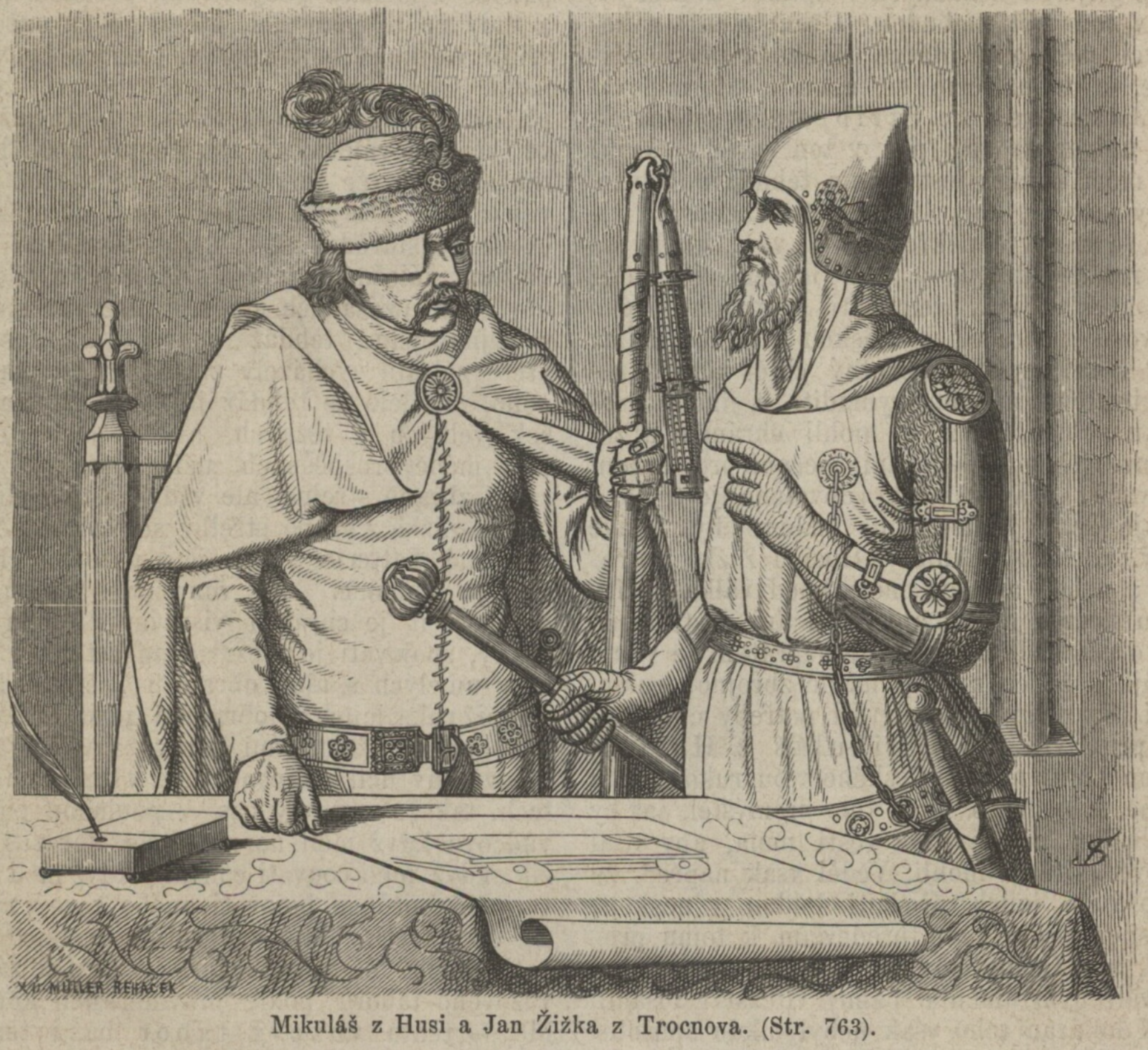
Mikuláš z Husi (vpravo) a Jan Žižka na ilustraci Petra Maixnera (Česko-moravská kronika, 1868)

Ve zjitřené atmosféře vzniku husitského hnutí, akcelerovaného pražskou defenestrací 30. července 1419, byl do Prahy svolán na 10. listopadu celozemský husitský sjezd. Odpor katolické většiny, podporované novým českým králem Zikmundem Lucemburským, tentokrát již propukl v ozbrojený střet a 4. listopadu 1419 pak došlo k bitvě u Živohoště, kde husitské oddíly odrazily útok katolické jízdy od velením Petra Konopišťského ze Šternberka.   
Druhého dne potom zprávy dorazily do Prahy. Husity, kontrolující Staré a Nové Město pražské spolu s pevností Vyšehrad, oddělené od Pražského hradu a Malé Strany řekou Vltavou, informace o akcích katolické strany popudila. Šlechtic Mikuláš z Husi, patrně po poradě s v Praze též přítomným Janem Žižkou, následně postavil do čela ozbrojeného lidu, který měl na levý břeh Vltavy zaútočit. K tomu vyzýval také Ambrož z Hradce, husitský duchovní a někdejší zpovědník české královny Žofie Bavorské, vdovy po králi Václavu IV., který byl královnou vyhnán. Královna byla tou dobou přítomna na Pražském hradě, chráněném posádkou pod velením hradního purkrabího Čeňka z Vartenberka.  

## Průběh střetu

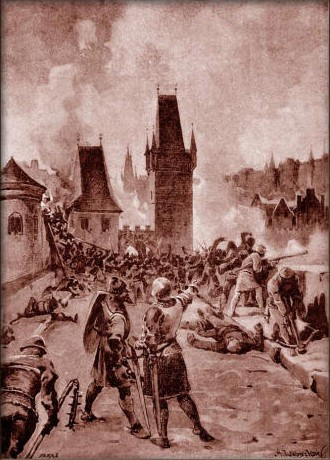
Adolf Liebscher: Útok Pražanů na Malou Stranu roku 1419

Pokus o proniknutí husitů na Malou Stranu proběhl, snad v odpoledních hodinách, 4. listopadu 1419. Útočníci proudili na Kamenný (Karlův) most a snažili se prolomit Mosteckou bránu, za soustavného odstřelování malostranskou královskou posádkou z pozic v tzv. Saském domě, lázní samotné brány a přilehlých hradeb. Pozice obránců se následně podařilo prolomit a rozhořel se boj v ulicích města. Husité následně vyloupili, poničili či vypálili řadu zdejších staveb, včetně tehdejší budovy Malostranské radnice, kdysi stojící uprostřed Malostranského náměstí, Biskupský dvůr u Karlova mostu, klášter sv. Tomáše a další. Pokusili se proniknout také do Pražského hradu, nicméně neúspěšně. S příchodem noci pak odešli zpět na opačný vltavský břeh. Ve strachu o své bezpečí opustila královna Žofie během noci Pražský hrad a v doprovodu Oldřicha II. z Rožmberka se odebrala na Kunratický hrad nedaleko města. Boje pak pokračovaly i dalšího dne, 5. listopadu. 

### Žižkova sporná účast
Ačkoliv je v řadě, zejména starších, pramenů uváděno, že útoku se osobně zúčastnil také sám Jan Žižka, modernější závěry historiků jeho přítomnost v těchto bojích však spíše vylučují. Vzhledem k záznamu o Žižkovi ze dne 25. října 1419, tedy z data dobytí pevnosti Vyšehrad Pražany, není vyloučeno, že do uzavření listopadového půlročního příměří vykonával právě funkci velitele vyšehradské posádky. Tuto domněnku podporují také četná vyobrazení události vytvořená v 19. století.

## Důsledky
6. listopadu po Bitvě u Živohoště dorazily do Prahy husitští poutníci. Pražané je zde vroucně přijali, k pokračování bojů na Malé Straně však již nedošlo, neboť také zdejší královská posádka se na základě spěšných žádostí o vojenskou pomoc v počtu rozrůstala. Mezi oběma stranami bylo následně 13. listopadu uzavřeno příměří, které mělo platit až do svatého Jiří příštího roku, tedy 24. dubna 1420. S podmínkami příměří nicméně nesouhlasili ani Mikuláš z Husi, ani Jan Žižka, a oba následně se svými věrnými Prahu opustili. 
Akce byla jedním z prvních větších bojových střetů rozvíjejících se husitských válek. Malá Strana prošla během husitských útoků rozsáhlou destrukcí a její stavební obnova pak pokračovala v dalších desetiletích. Původní budova Malostranské radnice byla kompletně vyloupena a vypálena, a její ruiny posléze zbořeny. Radniční městiště pak dlouho zůstalo pusté a za radnici provizorně sloužil dům čp. 271/III v jižní části náměstí, který městu odkázal Václav z Bítova. Do své původní velikosti dorostla čtvrť až někdy během pozdní vlády Jiřího z Poděbrad, tedy v 60. a 70. letech 15. století.